# Liste der indischen Botschafter in Thailand
Die Adresse der Botschaft:
- Mitte der 1950er Jahre: Phyathai Road
- In späten 1960er Jahren: Sathorn Road (139 Soi Pann) nächst dem Mariamman Temple (Bangkok)
- 1980: Sukhumvit area (Soi 23)
- Am 26. Januar 1980 eröffnete Kriangsak Chomanan das Gebäude: 46, Prasarnmitr Sukhumvit, Soi 23 in Bangkok

| Ernannt / Akkreditiert | Leiter der Mission               | Bemerkungen | ernannt von          | während der Regierung von | Posten verlassen |
| ---------------------- | -------------------------------- | --- | -------------------- | ------------------------- | ---------------- |
| 1951                   | Bhagwat Dayal                    | | Jawaharlal Nehru     | Phibul Songkhram          | 1954             |
| 1955                   | Parakat Achutha Menon            | | Jawaharlal Nehru     | Phibul Songkhram          | 1957             |
| 1957                   | Anand Mohan Sahay                | | Jawaharlal Nehru     | Pote Sarasin              | 1960             |
| 1960                   | Naranjan Singh Gill              | | Jawaharlal Nehru     | Sarit Dhanarajata         | 1964             |
| 17. Feb. 1965          | K.V. Padmanabhan                 | (* 13. Februar 1911; † 2. Dezember 1998) Master, 1954–1955: Stockholm, 1955–1958: Generalkonsul in Genf, 1967–1970: Botschafter in Teheran.     | Lal Bahadur Shastri  | Thanom Kittikachorn       | 1967             |
| 1967                   | K. R. Narayanan                  | Kocheril Raman Narayanan | Indira Gandhi        | Thanom Kittikachorn       | 1969             |
| 1969                   | P. K. Banerjee                   | | Indira Gandhi        | Thanom Kittikachorn       | 1971             |
| 1971                   | Romesh Bhandari                  | the Governor of Goa from 1995 to 1996 | Indira Gandhi        | Thanom Kittikachorn       | 1974             |
| 1974                   | Gunwantsingh Jaswantisingh Malik | | Indira Gandhi        | Sanya Dharmasakti         | 1977             |
| 1977                   | Kantilal Lallubhai Dalal         | (* 10. April 1924 in Bombay) Sohn von Lalilaben und Lallubhai, heiratete Pushpa Kinder: Yogen, Rajen, Abhimanyu, 1980–1982: Botschafter in Wien | Morarji Desai        | Kriangsak Chomanan        | 1980             |
| 1980                   | Ashok B. Gokhale                 | | Indira Gandhi        | Prem Tinsulanonda         | 1984             |
| 1984                   | Arjun Asrani                     | Botschafter in Tokio | Rajiv Gandhi         | Prem Tinsulanonda         | 1986             |
| 1987                   | Vinay Verma                      | | Rajiv Gandhi         | Prem Tinsulanonda         | 1992             |
| 1992                   | Amar Nath Ram                    | | P. V. Narasimha Rao  | Suchinda Kraprayoon       | 1993             |
| 1994                   | Ranjit Gupta                     | | P. V. Narasimha Rao  | Suchinda Kraprayoon       | 1997             |
| 1997                   | Rakesh Kumar Rai                 | | Inder Kumar Gujral   | Chuan Leekpai             | 2001             |
| 2001                   | Leela Ponappa                    | | Atal Bihari Vajpayee | Thaksin Shinawatra        | 2004             |
| 2005                   | Vivek Katju                      | | Manmohan Singh       | Thaksin Shinawatra        | 2006             |
| 2007                   | Latha Reddy                      | | Manmohan Singh       | Surayud Chulanont         | 2009             |
| 2010                   | Pinak Ranjan Chakravarty         | | Manmohan Singh       | Samak Sundaravej          | 2011             |
| 2011                   | Anil Wadhwa                      | | Manmohan Singh       | Yingluck Shinawatra       |                  |